# Hanriot H.28
Hanriot H.28 – francuski samolot szkolno-treningowy z okresu międzywojennego produkowany na licencji w Polsce.

## Historia
Z inicjatywy Szefa Departamentu Żeglugi Powietrznej MSWojsk. Polska Wojskowa Misja Zakupów w Paryżu zdecydowała o zakupieniu na potrzeby polskiego lotnictwa samolotu szkolnego Hanriot HD.14. 30 sierpnia 1923 roku zawarto umowę na zakup 50 egzemplarzy samolotu w wersji Hanriot HD.14E2 typ 1923, prawa do produkcji licencyjnej oraz egzemplarza wzorcowego. 
We wrześniu 1923 roku przystąpiono do przygotowania produkcji licencyjnej w Centralnych Zakładach Lotniczych w Warszawie. Dokumentacja przekazana przez stronę francuską zawierała wiele nieścisłości i różnic w stosunku do egzemplarza wzorcowego, dlatego też około roku trwały prace nad jej uzupełnieniem. Produkcja seryjna ruszyła w sierpniu 1924 roku. Egzemplarze powstałe na podstawie polskiej dokumentacji był cięższe o 50 kg od samolotu wzorcowego oraz miały niższą prędkość maksymalną. Dla odróżnienia od egzemplarzy HD.14 zakupionych we Francji samoloty produkowane w Polsce oznaczono jako Hanriot H.28. Pierwszy egzemplarz seryjny (o numerze fabrycznym 30.2) został oblatany w grudniu 1924 roku przez por. pil. Karola Fiałkowskiego i por. pil. Kazimierza Kalinę. W CWL-PZL wyprodukowano łącznie 75 egzemplarzy tego samolotu. Jeden z nich został zaprezentowany publicznie 25 kwietnia 1925 roku podczas pokazów na lotnisku mokotowskim.
W 1924 roku dokumentacja została przekazana do nowo powstałej Wielkopolskiej Wytwórni Samolotów „Samolot” w Poznaniu, gdzie uruchomiono produkcję seryjną. Ponadto zlecono WWS „Samolot” wykonanie standaryzacji części samolotów H.28 i H.19, w trakcie tych prac ujednolicono 128 części. Pierwszy egzemplarz seryjny został oblatany przez pilota doświadczalnego Edmunda Hołodyńskiego. 22 lutego 1925 roku został uroczyście „ochrzczony” przez szefa Departamentu IV Lotnictwa gen. Włodzimierza Zagórskiego. Stało się to w obecności wojewody poznańskiego Adolfa Bnińskiego, starosty poznańskiego Ludwika Begale i przedstawicieli władz wojskowych: gen. Edmunda Hausera i gen. Anatola Kędzierskiego. 8 września 1925 roku jeden z egzemplarzy wyprodukowanych w Poznaniu został zaprezentowany podczas wystawy Ligi Obrony Powietrznej i Przeciwgazowej na krakowskim Barbakanie. W latach 1925–1928 w WWS „Samolot” wyprodukowano łącznie 160 egzemplarzy tego samolotu (60 egz. w 1925, 84 egz. w 1926, 10 w 1927 oraz 6 egz. w 1928 roku). 
W 1927 roku polskie lotnictwo wojskowe zakupiło we Francji dwa egzemplarze wersji sanitarnej H.28, które otrzymały numery 30S-1 i 30S-2. W sierpniu 1927 roku w WWS „Samolot” oblatano wersję sanitarną oznaczoną jako Hanriot H.28S. Konstruktorem tej wersji był inż. Ryszard Bartel. Zmieniona konstrukcja samolotu pozwalała na transport jednego chorego w specjalnym przedziale sanitarnym. Od egzemplarzy francuskich różniły się konstrukcją kabiny chorego, którą wykonano ze sklejki zamiast blachy duralowej. Wyprodukowano 16 egzemplarzy tej wersji. 

## Wykorzystanie w polskim lotnictwie

### Lotnictwo wojskowe
Samoloty H.28 trafiły do wojskowych szkół lotniczych, gdzie używano ich do szkolenia wstępnego. W innych jednostkach lotniczych służyły jako samoloty treningowe w eskadrach pułków liniowych oraz jako łącznikowe dowódców różnych szczebli. Kilka egzemplarzy przystosowano do holowania rękawa do strzelań powietrznych. Samoloty H.28 zaczęto wycofywać z lotnictwa wojskowego latem 1929 roku, ostatecznie zeszły ze stanów jednostek z końcem 1935 roku. 

### Lotnictwo cywilne
Samoloty HD.14 i H.28 były przekazywane przez wojsko do ośrodków cywilnego lotnictwa. Pierwsze z nich trafiły do LOPP i szkoły pilotów cywilnych na lotnisku Poznań-Ławica. Kolejne maszyny wycofywane z wojska zostały przekazane aeroklubom i innym ośrodkom lotniczym (np. Lotniczego Przysposobienia Wojskowego), gdzie służyły do końca 1937 roku. Kilka z nich było następnie wykorzystywane jako pomoce naukowe przy nauce konstrukcji lotniczych. Część samolotów będących w posiadaniu aeroklubów została ufundowana przez różne organizacje społeczne i LOPP, m.in. 4 samoloty ufundował Związek Harcerstwa Polskiego, 5 Zrzeszenie Przemysłowców Polskich, po jednym magistraty Warszawy, Poznania, Krakowa i Lublina. Jeden z cywilnych egzemplarzy H.28 został przystosowany do holowania szybowców. Przy jego pomocy w listopadzie 1932 roku dokonano oblotu szybowca ITS-II na lotnisku w Skniłowie. Łącznie użytkowano w lotnictwie cywilnym 134 samoloty typu HD.14E2 i H.28, ostatnie z nich skasowano w 1937 roku.

### Lotnictwo sanitarne
Wykorzystując 18 samolotów HD.14S i H.28S Wojsko Polskie stworzyło sieć lotnictwa sanitarnego pokrywającego większą część kraju. Loty z chorymi obsługiwały jednostki: 1 pułk lotniczy w Warszawie, 2 pułk lotniczy w Krakowie, 3 pułk lotniczy w Poznaniu, 4 pułk lotniczy w Toruniu, 5 pułk lotniczy w Lidzie, 6 pułk lotniczy we Lwowie, Centrum Wyszkolenia Oficerów Lotnictwa w Dęblinie, Centralna Szkoła Podoficerów Pilotów Lotnictwa w Bydgoszczy, Lotnicza Szkoła Strzelania i Bombardowania w Grudziądzu i morski dywizjon lotniczy w Pucku. Samoloty sanitarne były użytkowane do 1936 roku i zostały skasowane.

### Inne
Elementy konstrukcyjne samolotu Hanriot H.28 były wykorzystywane przy konstruowaniu szybowców i samolotów. Płat i inne elementy konstrukcyjne zostały wykorzystane w szybowcach: Miś, S-III i Ikar. We wrześniu 1931 roku w Zakładach Mechanicznych E. Plage i T. Laśkiewicz dokonano przebudowy jednego H.28 (nr fabr. 30.83) na samolot z usterzeniem Rudlickiego.

## Ocena użytkowa
Samolot był oceniany przez pilotów jako poprawny i łatwy w pilotażu, jego problemem była mała wrażliwość na ruchy sterów, wrażliwość na boczny wiatr oraz skomplikowana regulacja obrotów silnika. Z uwagi na konstrukcję podwozia sprawiał problemy początkującym pilotom podczas lądowania, miał tendencję do tzw. kangurów - samolot kilkakrotnie odbijał się od ziemi, co czasem kończyło się uszkodzeniem konstrukcji maszyny. Szacowano, że wyszkolenie 11 pilotów wiąże się średnio z rozbiciem jednego samolotu szkolnego i uszkodzeniem podwozi w czterech innych.

## Opis konstrukcji
Dwumiejscowy samolot szkolno-treningowy, dwupłat o konstrukcji mieszanej.
Kadłub o konstrukcji kratownicowej, oprofilowany listwami, usztywnionej wewnątrz naciągami z drutu. Osłona silnika i przednia część kryta blachą aluminiową, dalsze pokrycie wykonano z płótna. W kadłubie znajdował się zbiornik paliwa o pojemności 94 dm3 oraz bezpośrednio za silnikiem zbiornik oleju o pojemności 21 dm3. Kabina pilotów odkryta, z miejscami w układzie tandem, przyrządy sterownicze zdublowane. Pierwsza kabina osłonięta szklanym wiatrochronem. W wersji sanitarnej w kadłubie znajdował się przedział sanitarny (wyposażony w okna) do przewozu chorego na noszach lub w pozycji siedzącej. Chorego wkładano do samolotu przez duży otwór drzwiowy w prawej burcie. 
Płat dwudźwigarowy o obrysie prostokątnym, o jednakowej rozpiętości i cięciwie (istniała możliwość wymiennego stosowania płatów), kryty w całości płótnem. Płat dolny dwudzielny, płat górny trójdzielny z centralnym baldachimem. Lotki znajdowały się na obu płatach. Komora płatów połączona była czterema parami międzyskrzydłowych zastrzałów równoległych i usztywniona krzyżowymi naciągami z drutu. Baldachim był połączony z kadłubem piramidką usztywnioną naciągami z drutu. 
Usterzenie klasyczne, krzyżowe o konstrukcji drewnianej. Statecznik poziomy dwudzielny podparty zastrzałami w układzie V, statecznik pionowy usztywniony naciągami z drutu.
Podwozie wielogoleniowe, płozowo-kołowe, ze zdublowanymi kołami podwozia głównego i płozą ogonową, amortyzowane sznurami gumowymi.
Napęd - dziewięciocylindrowy gwiazdowy silnik rotacyjny Le Rhône 9C o mocy 80 KM (59 kW) napędzający stałe, dwułopatowe drewniane śmigło Fabryki Śrub i Towarów Metalowych Bartelmuss w Bielsku Wapiennicy. W 1930 roku na 5 samolotach zamontowano silnik „Peterlot” o mocy 80 KM. Okazał się konstrukcją nieudaną i wycofano go z użytku.

### Malowanie
Samoloty seryjne latały w barwie naturalnego cellonowanego płótna z przednią częścią kadłuba w kolorze naturalnej blachy aluminiowej. Numer ewidencyjny samolotu (zaczynające się od liczby 30 oznaczającej H.28) malowano w kolorze czarnym na boku kadłuba. Szachownice umieszczano symetrycznie pośrodku skrzydeł, a po remontach na ich końcach. Po remoncie samoloty były przemalowywane na kolor oliwkowozielony, egzemplarze przekazywane lotnictwu cywilnemu pozostawały w barwach wojskowych, zamalowywano jedynie szachownice.

## Galeria

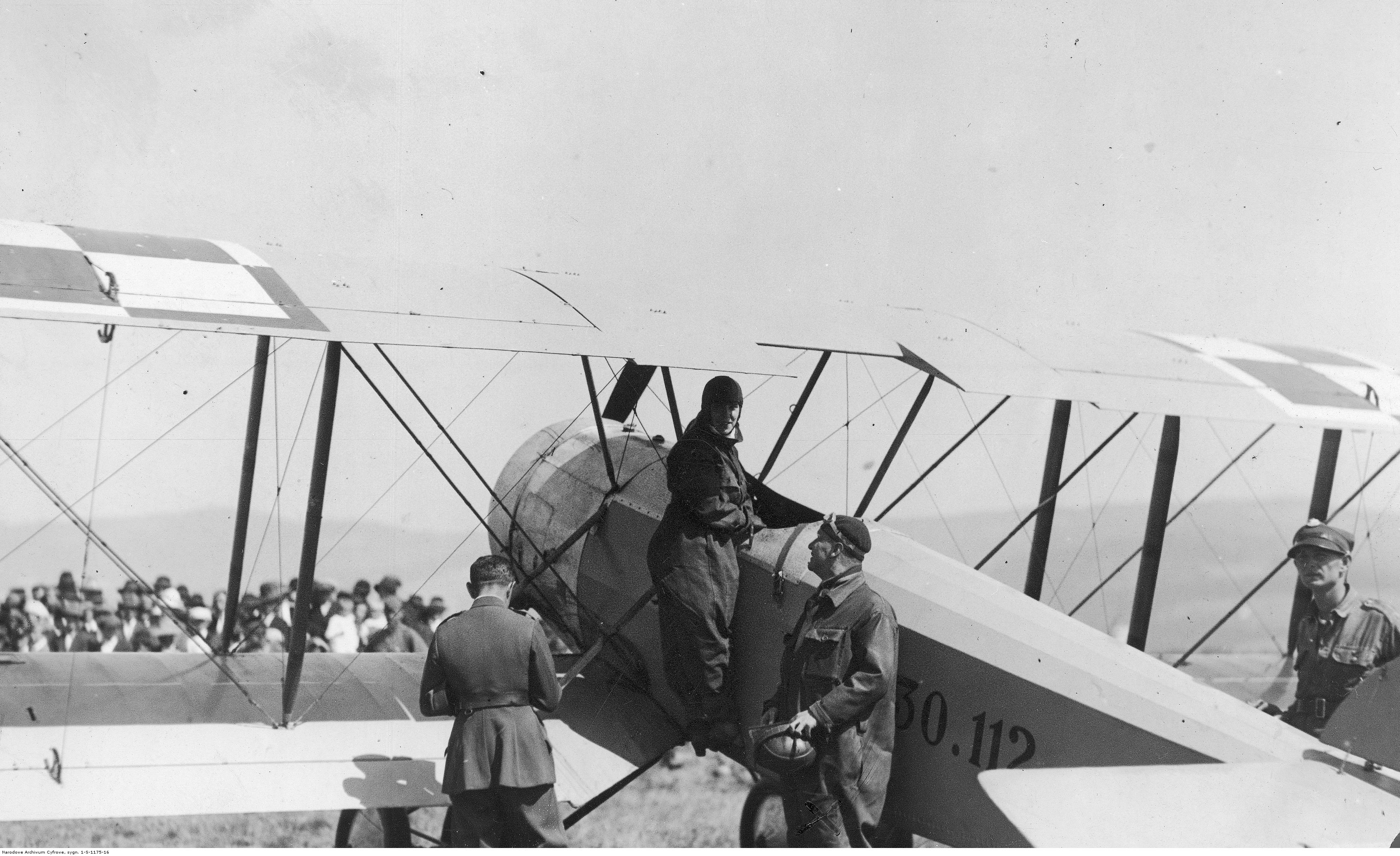
Samolot Hanriot H.28 po wylądowaniu
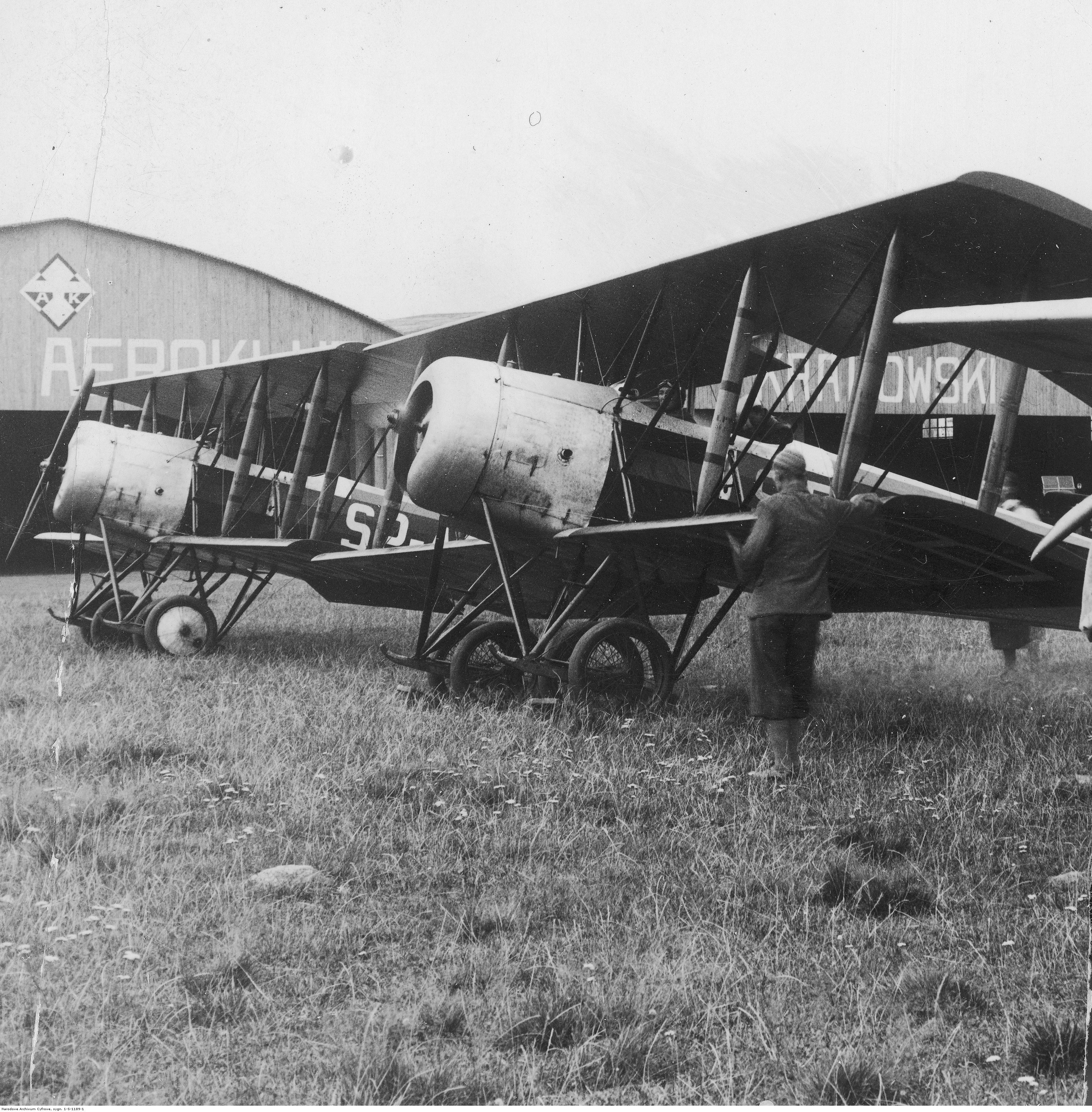
Samoloty Hanriot H.28 Aeroklubu Krakowskiego
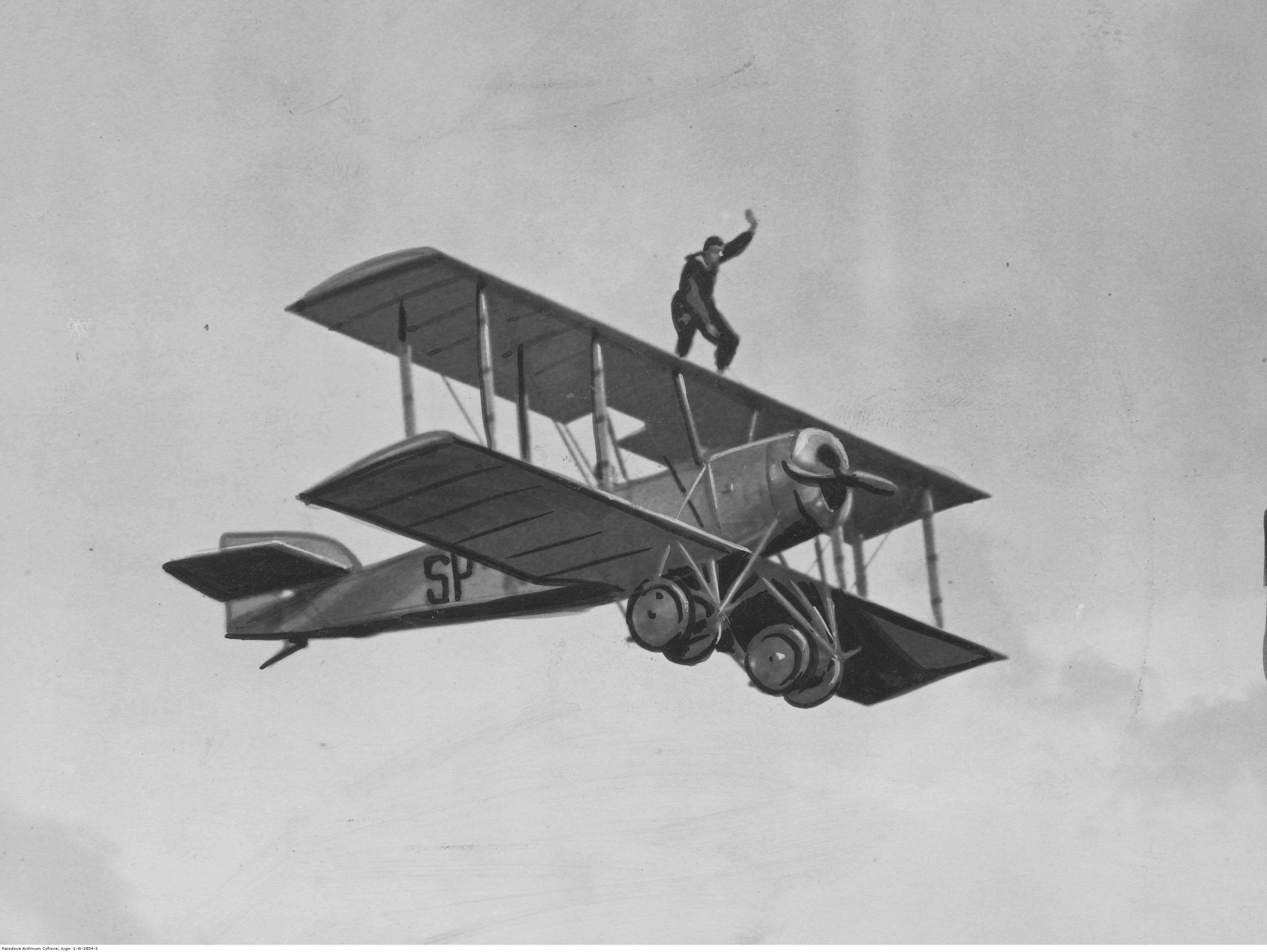
Pokaz akrobaty Kurt-Kunau na samolocie Hanriot H.28
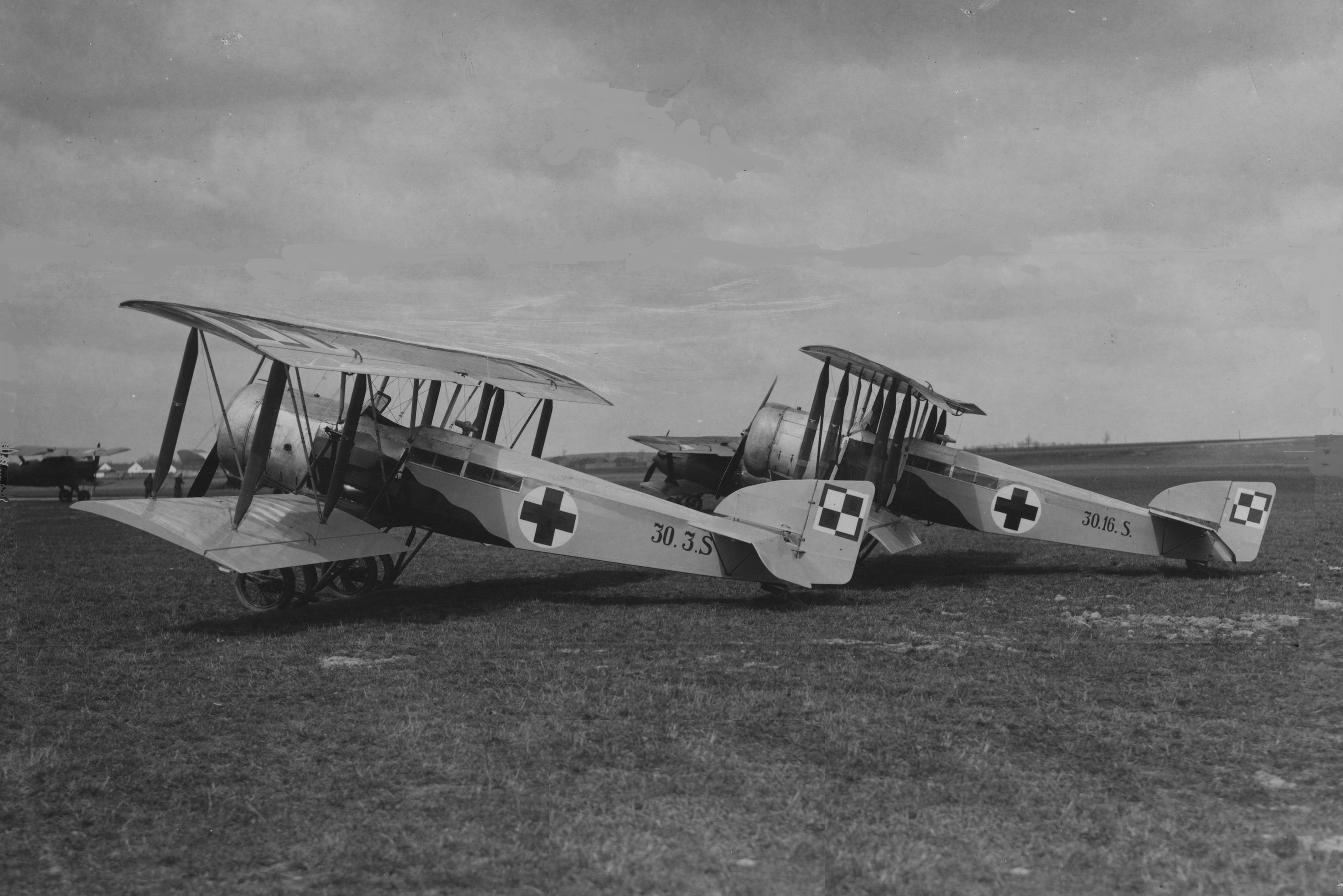
Samoloty sanitarne Hanriot H.28S z 2 pułku lotniczego w Krakowie
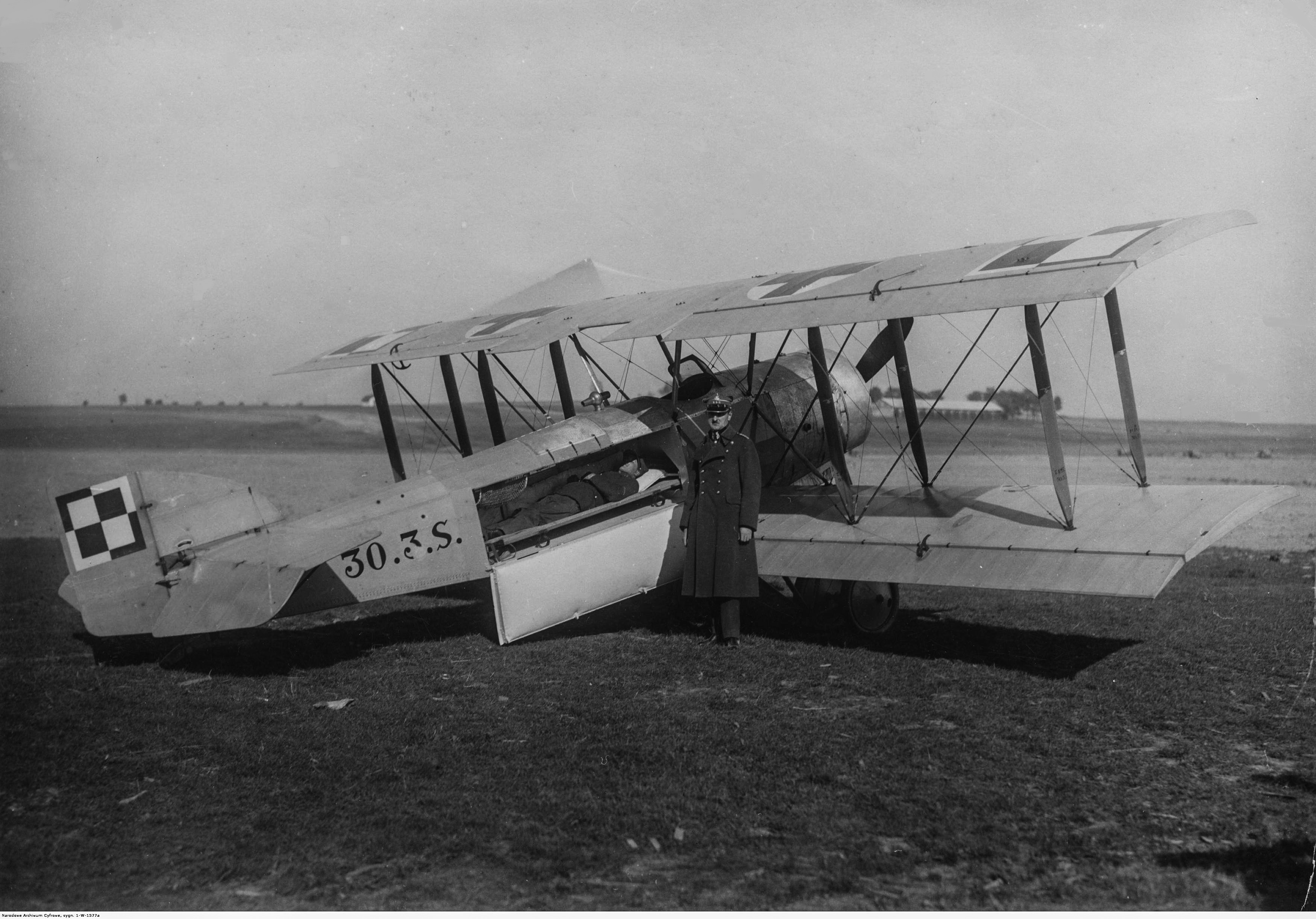
Wersja sanitarna Hanriot H.28S podczas pokazów
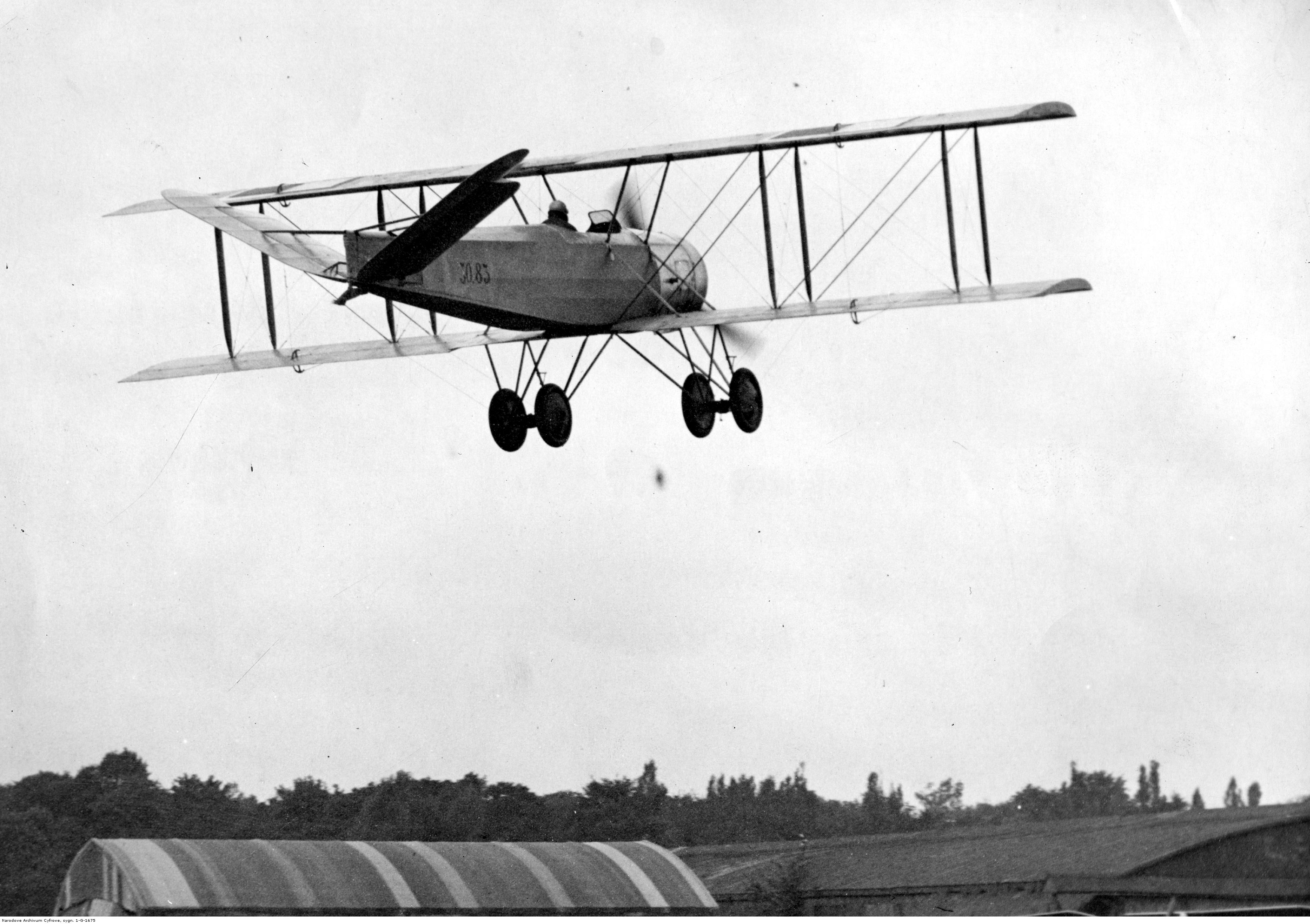
Samolot H.28 z usterzeniem Rudlickiego
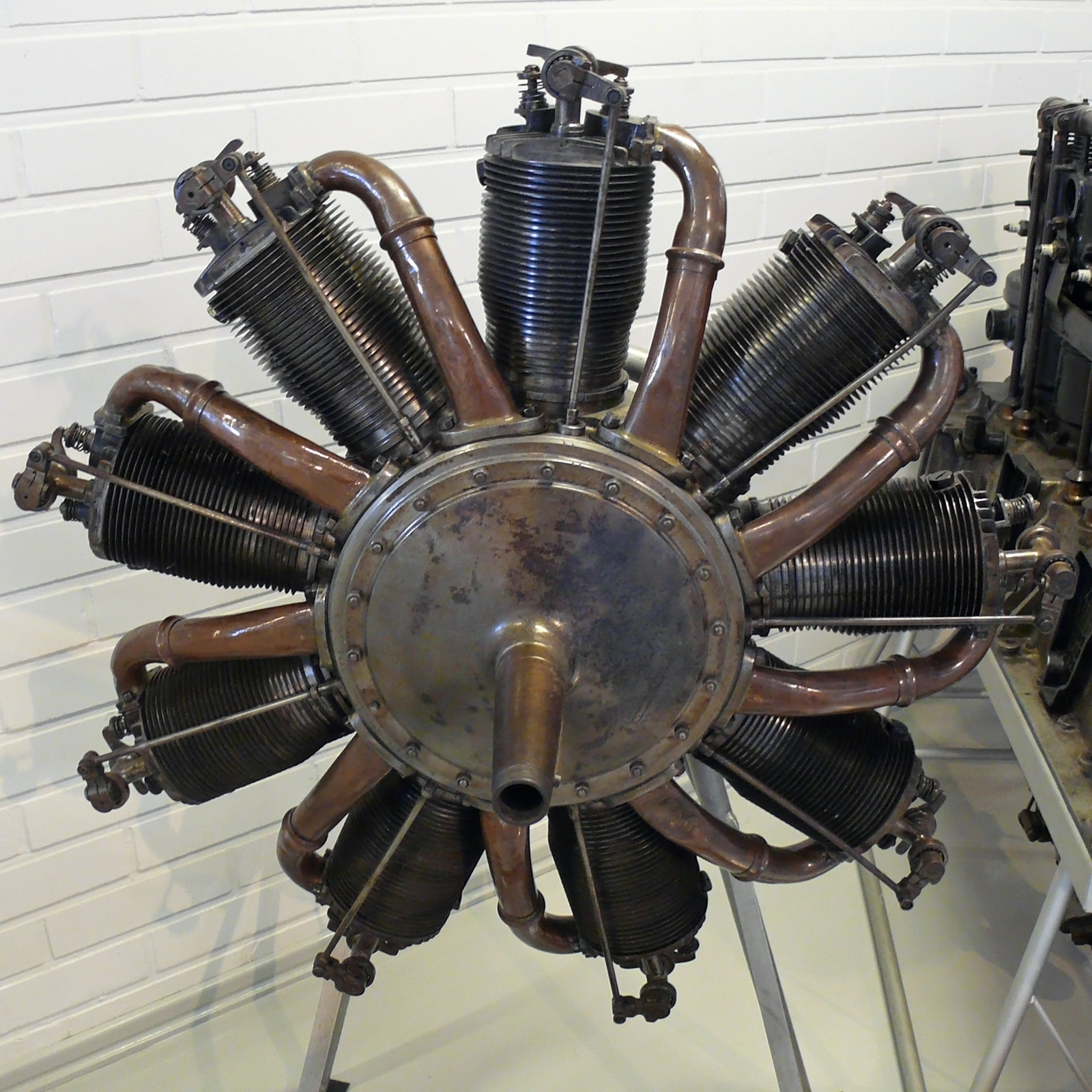
Silnik Le Rhône 9C